# Gravity Probe B

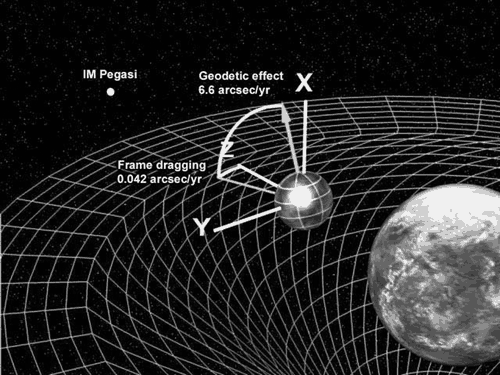
Satellit för att mäta subtila effekter

Gravity Probe B (GP-B) är ett projekt som använder sig av en satellit (som var i omloppsbana runt jorden 2004 till 2005) för att mäta stressenergitensorn (massdistributionen och -rörelsen) i och i närheten av jorden för att pröva Albert Einsteins allmänna relativitetsteori. Dataanalysen från satelliten är 2007 fortfarande på gång.